# 土方定一
土方 定一（ひじかた ていいち、1904年12月25日 - 1980年12月23日）は、昭和期に活動した日本の美術評論家、美術史家。

## 経歴
岐阜県生まれ。水戸高等学校時代から文学活動を開始し、東京帝国大学を卒業。1930年にドイツに留学。1935年詩誌『歴程』発足とともに同人となり、美術批評を執筆。1938年興亜院嘱託となり、1942年燕京大学華北総合調査研究所所員。
戦後の1949年、千葉工業大学教授に就任。1951年神奈川県立近代美術館（鎌倉市）副館長、1954年美術評論家連盟会長、1963年『ブリューゲル』で毎日出版文化賞受賞、1965年神奈川県立近代美術館館長、1968年芸術選奨文部大臣賞、1973年菊池寛賞受賞。
全国美術館会議会長を務めつつ「藝術新潮」などへの寄稿、現代絵画などの画集解説や、多くの「美術全集」編集・監修、新潮社「日本芸術大賞」の選考委員であるなど、長く美術評論界に君臨した。

## 弟子・親族
著名な弟子に美術史学者では酒井忠康など、評論家には海野弘がいる。
息子土方明司も美術研究に進み、2021年より川崎市岡本太郎美術館館長。

## 著書
- 『ヘーゲルの美學 唯物論美學への一寄与』 木星社書院、1932
- 『近代日本文學評論史』 西東書林、1936
- 『近代日本洋画史』 昭森社、1941
- 『天心』 アトリエ社・東洋美術文庫、1941
- 『岸田劉生』 アトリヱ社、1941
- 『デューラー素描』 創藝社、1943
- 『現代美術 近代美術とレアリズム』 吾妻書房、1948
- 『ヨーロッパの現代美術』 毎日新聞社、1953
- 『世界美術館めぐり』 新潮社、1955（一時間文庫）
- 『現代イタリアの彫刻』 座右宝刊行会、1957
- 『造形の心理 生きている絵画』 新潮社、1958
- 『近代日本の画家たち』 美術出版社、1959。副題<近代日本洋画史の批判的展望>
- 『ブリューゲル』 美術出版社<美術選書>、1963
- 『画家と画商と蒐集家』 岩波新書、1963、復刊1990
- 『渡辺崋山』 国土社<少年伝記文庫>、1965、同<世界伝記文庫>、1979
- 『日本の近代美術』 岩波新書、1966／岩波文庫、2010。解説酒井忠康
- 『木喰の彫刻』 講談社、1966
- 『ドイツ・ルネサンスの画家たち』 美術出版社、1967
- 『評伝 レンブラント・ファン・レイン』 新潮社、1971
- 『岸田劉生』 日動出版部、1971、改訂版1986
- 『大正・昭和期の画家たち』 木耳社、1971
- 『近代日本文学評論史』 法政大学出版局、1973（日本文学研究基本叢書） 改訂版
- 『カレバラス国に名高きかの物語』 歴程社、1974。童話
- 『トコトコが来たと言ふ　詩・童話』 平凡社、1978

没後
- 『土方定一日記　一九四五年』 土方雪江夫人刊、1986。私家版
- 『土方定一美術批評　1946－1980』 形文社、1992。匠秀夫・陰里鉄郎・酒井忠康編

### 主な編著・解説
- 『歴程詩集 2604』（編） 青磁社、1944
- 『美術』（編著）、毎日新聞社、1951（毎日ライブラリー）、新版1958
- 『メキシコ絵画』（編・解説）みすず書房、1955 復刊1990（原色版美術ライブラリー）。藤田嗣治と共解説
- 『日本絵画館11　現代』 講談社、1971。編集委員
- 『高橋由一画集』 講談社、1972（編・解説）
- 『日本の名画35　鳥海青児』 講談社、1974。編集委員
- 『明治文学全集79　明治芸術・文学論集』 筑摩書房（解説）、1975、のち復刊
- 『日本の名画43 関根正二』 講談社、1977
- 『新潮美術文庫7　ボス』 新潮社、1975
- 『明治大正図誌4 横浜・神戸』 筑摩書房、1978
- 『大系世界の美術16　バロック美術』 学研、1980
- 『大系世界の美術20　現代美術』 学研、1980
- 『片岡球子画集』 朝日新聞社、1980（編・解説）
- 『原色現代日本の美術10 現代の洋画』 小学館、1980（編・解説）、編集委員

#### 回想・評伝
- 『歴程第269号　特集土方定一追悼』 歴程社、1981　
遺文集、河北倫明、高田博厚、草野心平、嘉門安雄等の追悼記。
- 『アーティストとクリティック　批評家・土方定一と戦後美術』 三重県立美術館編、1992。図録
- 酒井忠康『芸術の海をゆく人　回想の土方定一』 みすず書房、2016

### 著作集
- 『土方定一著作集』 平凡社（全12巻）、1976-1978

1. 呪術師・職人・画家と美術市場
2. ドイツ・ルネサンスの画家たち
3. ブリューゲルとその時代
4. レンブラント
5. ヒエロニムス・ボス紀行
6. 近代日本の画家論Ⅰ
7. 近代日本の画家論Ⅱ
8. 近代日本の画家論Ⅲ
9. 美術館・都市と巨匠
10. 造形の心理とその周辺
11. 近代ヨーロッパ美術と現代
12. 近代彫刻と現代彫刻

- 『土方定一　遺稿と追想』（2冊組）追悼刊行会編、平凡社事業出版、1981。※著作集の補巻

## 翻訳
- マルキシズムの謬論 ピエル・ラムス（英語版） 金星堂、1927
- レッシング伝説 第1部 フランツ・メーリング　麻生種衛共訳 木星社書院、1932
- ヘーゲル学派史 モーク 刀江書院、1932
- 仏蘭西文学 エルンスト・クルチュウス 楽浪書院、1935
- 日本文学史 カール・フローレンツ　篠田太郎共訳 楽浪書院、1936
- ハイネと青年独逸派 フランツ・メーリンク　朝広正利共訳 西東書林、1936
- 上海史 フランシス・リスター・ホークス・ポツト（英語版）　橋本八男共訳 生活社、1940
- 山東省山岳地質 　フェルディナント・フォン・リヒトホーフェン　橋本八男共訳 興亜院政務部、1940
- 地政治学入門 カール・ハウスホーファー　坂本徳松共訳 育成社、1941
- 印度芸術－印度・タイ・セイロン・仏印・ジヤワ・ビルマ　エルンスト・ディーツ、アトリエ社、1943
- エトルリアの遺跡　D・H・ロレンス　杉浦勝郎共訳 美術出版社〈美術選書〉、1973
- 造形思考 パウル・クレー　菊盛英夫・坂崎乙郎共訳 新潮社（2巻組）、1973／ちくま学芸文庫（上・下）、2016